# Barney Rubble
Barney Rubble este un personaj fictiv din seria de desene animate Familia Flintstone. El este vecinul inimos, dar mai puțin inteligent al familiei Rubble.

## Despre personaj
Barney locuiește peste drum de familia Flintstone, alături de soția s, Betty, și de băiețelul lor, Bamm Bamm. El este partenerul nesăbuit de năzbâtii al lui Fred, dar spre deosebire de capul familiei Flintstone, Barney vede adesea că urmează să dea de probleme, atâta doar că nu reușește să îl facă pe Fred să le evite! Barney Rubble a mai apărut și în serialele TVLaboratorul lui Dexter, O familie dementă, Saturday Night Live și în filmul Better Off Dead.

## Voci

### În română
- Rin Tripa (toate dublajele)